# Surville (Calvados)
Surville és un municipi francès situat al departament de Calvados i a la regió de Normandia. L'any 2007 tenia 433 habitants.

## Demografia

### Població
El 2007 la població de fet de Surville era de 433 persones. Hi havia 164 famílies de les quals 24 eren unipersonals (8 homes vivint sols i 16 dones vivint soles), 62 parelles sense fills, 70 parelles amb fills i 8 famílies monoparentals amb fills.
La població ha evolucionat segons el següent gràfic:
Habitants censats

### Habitatges
El 2007 hi havia 203 habitatges, 163 eren l'habitatge principal de la família, 37 eren segones residències i 3 estaven desocupats. 186 eren cases i 13 eren apartaments. Dels 163 habitatges principals, 131 estaven ocupats pels seus propietaris, 27 estaven llogats i ocupats pels llogaters i 5 estaven cedits a títol gratuït; 3 tenien una cambra, 3 en tenien dues, 21 en tenien tres, 38 en tenien quatre i 98 en tenien cinc o més. 133 habitatges disposaven pel capbaix d'una plaça de pàrquing. A 59 habitatges hi havia un automòbil i a 99 n'hi havia dos o més.

### Piràmide de població
La piràmide de població per edats i sexe el 2009 era:
| Homes | Edats   | Dones |
| ----- | ------- | ----- |
| 0     | 95 o +  | 0     |
| 0     | 90 a 94 | 0     |
| 0     | 85 a 89 | 0     |
| 0     | 80 a 84 | 0     |
| 4     | 75 a 79 | 8     |
| 8     | 70 a 74 | 4     |
| 16    | 65 a 69 | 8     |
| 8     | 60 a 64 | 20    |
| 12    | 55 a 59 | 4     |
| 16    | 50 a 54 | 20    |
| 4     | 45 a 49 | 8     |
| 16    | 40 a 44 | 8     |
| 32    | 35 a 39 | 20    |
| 8     | 30 a 34 | 12    |
| 8     | 25 a 29 | 12    |
| 0     | 20 a 24 | 0     |
| 4     | 15 a 19 | 20    |
| 16    | 10 a 14 | 20    |
| 16    | 5 a 9   | 20    |
| 8     | 0 a 4   | 12    |

## Economia
El 2007 la població en edat de treballar era de 295 persones, 212 eren actives i 83 eren inactives. De les 212 persones actives 195 estaven ocupades (105 homes i 90 dones) i 17 estaven aturades (8 homes i 9 dones). De les 83 persones inactives 41 estaven jubilades, 24 estaven estudiant i 18 estaven classificades com a «altres inactius».

### Ingressos
El 2009 a Surville hi havia 158 unitats fiscals que integraven 433 persones, la mediana anual d'ingressos fiscals per persona era de 20.946 €.

### Activitats econòmiques
Dels 24 establiments que hi havia el 2007, 1 era d'una empresa de fabricació de material elèctric, 1 d'una empresa de fabricació d'altres productes industrials, 7 d'empreses de construcció, 5 d'empreses de comerç i reparació d'automòbils, 1 d'una empresa d'hostatgeria i restauració, 1 d'una empresa financera, 5 d'empreses de serveis, 1 d'una entitat de l'administració pública i 2 d'empreses classificades com a «altres activitats de serveis».
Dels 6 establiments de servei als particulars que hi havia el 2009, 1 era un guixaire pintor, 2 fusteries, 1 lampisteria, 1 electricista i 1 perruqueria.
L'any 2000 a Surville hi havia 3 explotacions agrícoles.

## Poblacions més properes
El següent diagrama mostra les poblacions més properes.